# マドレーヌ・フランソワーズ・バスポルト

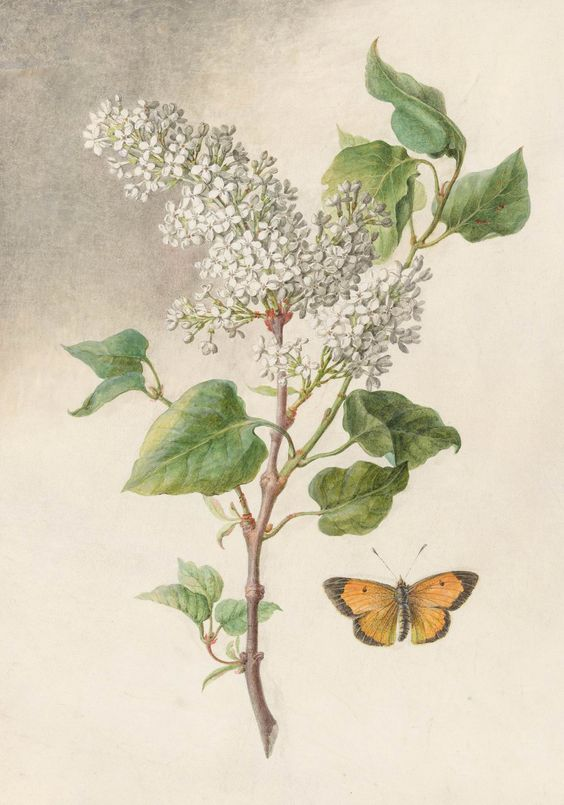
バサポルトが描いたライラック (Syringa vulgaris)

マドレーヌ・フランソワーズ・バスポルト（フランス語: Madeleine Françoise Basseporte、1701年4月28日生 – 1780年9月6日没）は、フランスの植物画家である。18世紀に女性としては初めてフランスの王立植物園（現在のパリ植物園）付きの画家をつとめた。

## 来歴
バスポルトは1701年4月28日にパリでワイン商人の娘として生まれた。最初は枢機卿であるルイ＝ルネ＝エドゥアール・ド・ロアン＝ゲメネー付きの画家だったロベール・ド・セリに師事し、セリが作った女子のための画学校で働いていた。当初は歴史画を志しており、パステル肖像画も得意であったが、安定した収入を得られる植物画に転向を考えるようになった。

セリについた後、「早熟なデザインの才を認められ」て、王立植物園付きの画家だったクロード・オーブリエに師事した。1730年代初頭にオーブリエはバスポルトを後継者としたが、契約により、オーリブエの存命中は公的な王立植物園付き画家の給与はオーブリエが受け取ることになっていた。1742年の末にオーブリエが亡くなり、バスポルトが公式に王立植物園付きの画家となり、1780年に死亡するまでここで働いた。女性として王立植物園付きの植物画家となったのはバスポルトが初めてであった。

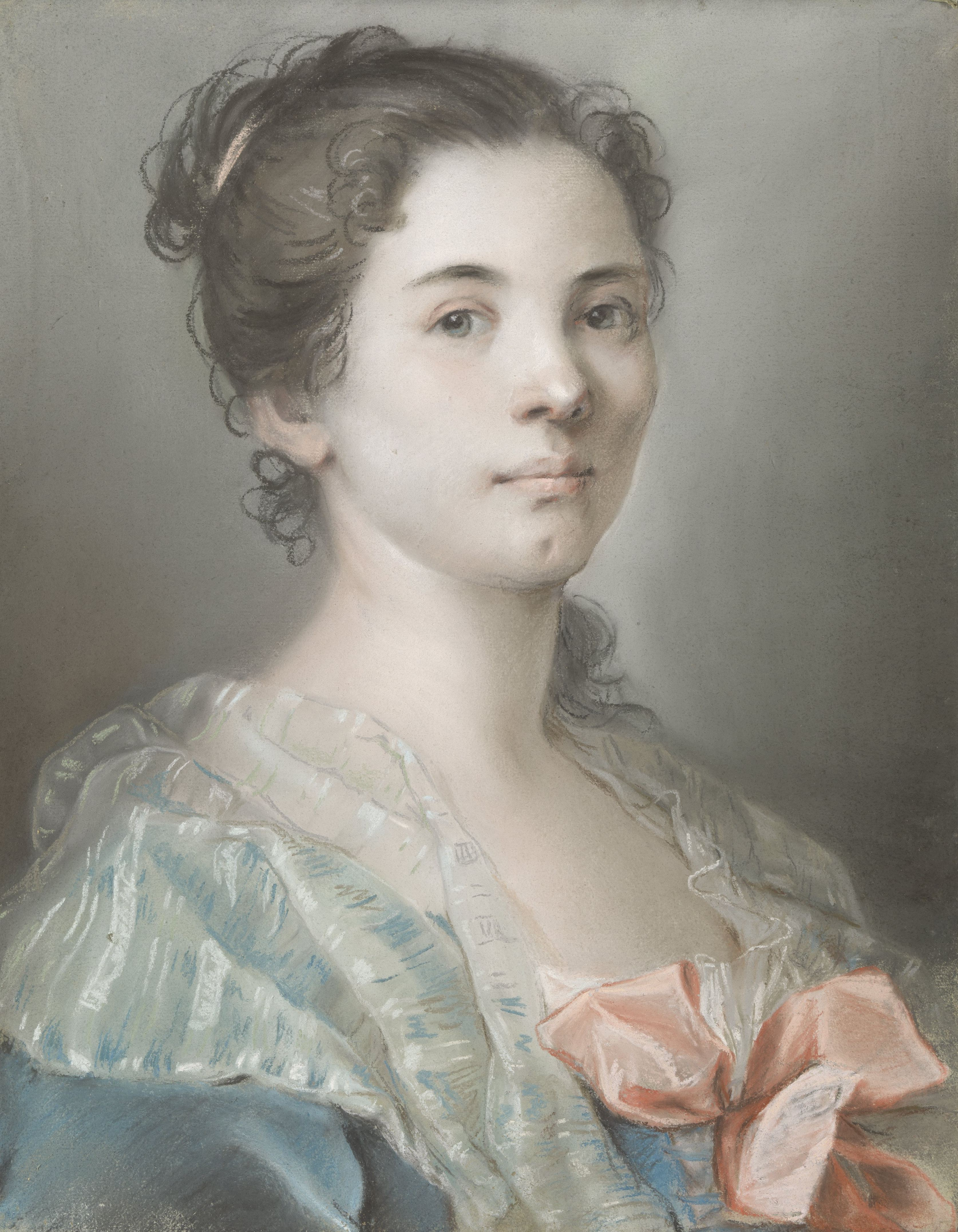
「若い女性の肖像」(1727)

王立植物園でクロード・オーブリエに師事するようになってからは、バスポルトはカール・フォン・リンネやジョルジュ＝ルイ・ルクレール・ド・ビュフォンのような植物学者たちと知り合うようになり、とくにビュフォンはバスポルトと定期的に手紙のやりとりをするようになった。リンネも植物の分類にバスポルトの知見を利用したと考えられている。バスポルトはノエル＝アントワーヌ・プルーシェ神父の『自然の光景』(1732-1742) に作品を提供した。また、植物学者でフランス科学アカデミーのために活動していたアンリ＝ルイ・デュアメル・デュ・モンソーからも庇護を受けた。 
バスポルトは後に蝋人形造りの専門家となるマリー・マルグリート・ビエロンに解剖画を教えた。ビエロンはバスポルトより19歳年下で、師と弟子は非常に親しかったという。バスポルトはルイ15世の娘たちに花の絵の描き方を教えている。この頃にルイ15世の公妾であったポンパドゥール夫人のために内装のためのアドバイスをしたと言われている。この他、画家のマリー＝テレーズ・ルブールやアンヌ・ヴァライエ＝コステルにも絵を教えた。
1780年9月6日に没した。バスポルトの後を継いでオランダ出身のヘーラルト・ファン・スパーンドンクが王立植物園付きの画家となった。

## 作風
バスポルトは植物画家として最もよく知られている。花よりも植物の構造に着目する科学的アプローチを特徴とする、「植物の絵」(“peinture des plantes”) と呼ばれていた分野で活躍した。植物を解析して内部構造を把握し、博物画とする高い技術が評価されていた。同時代の他の画家や博物学者ともよく交流していた。ジャン＝ジャック・ルソーから称賛を受けたとも言われている。「芸術と科学が交差する」ところで活動していた画家である。
エングレーヴィングやミニアチュール、メゾチントにも手を染めていた。初期はパステル肖像画も得意としていた。パステル画の力量はロザルバ・カッリエーラと比較され、カッリエーラの作品とバスポルトの作品が混同されることもあったという。バスポルトとその弟子たちの作品の中には、のちにピエール＝ジョゼフ・ルドゥーテの作品と混同されたものもある。
最初の師であったロベール・ド・セリはロアン枢機卿の庇護を受けており、バスポルトにパレ・ロワイヤルやオテル・ド・スービーズにあったオールド・マスターの絵画を紹介したと考えられる。ここでロザルバ・カッリエーラのような画家の作品からも影響を受けた。

## 後世の評価
極めて活発に活動していたにもかかわらず、後世にはバスポルトの業績は見逃されがちであった。没後に書かれた主な情報源としては、1781年のLe Nécrologe des hommes célèbres de France, par une société de gens de lettresに入っていたルイ・ポワンジネ・ド・シヴリとジョン・カスティヨンによる“Notice”がある程度である。
2011年3月から5月にかけて東京の三菱一号館美術館で行われた「マリー＝アントワネットの画家　ヴィジェ・ルブラン ̶華麗なる宮廷を描いた女性画家たち̶」展では、バスポルトの『花百譜』が展示された。